# Шарль Рігуло
Шарль Рігуло (фр. Charles Rigoulot, 3 листопада 1903 — 22 серпня 1962) — французький важкоатлет.
Олімпійський чемпіон 1924 року в категорії 82,5 кг.